# 北尾重政 (2代目)
二代目 北尾 重政（にだいめ きたお しげまさ、寛政5年〈1793年〉‐没年不明）とは、江戸時代中期の浮世絵師。

## 来歴
北尾政美及び喜多川月麿の門人で、さらに歌川豊国にも学んでいる。江戸の人。新乗物町河岸に住んでいた。作画期は文化（1804年‐1818年）から天保（1830年‐1844年）期で、初名を蕙麿、美丸または美麿といった。まず北尾政美及び喜多川月麿に学び、初め北川氏または喜多川氏を称していたが、ついで小川氏に改め、その後さらに歌川氏となり、最後には北尾氏を称した。大いに人々に知られるには至らなかったが、美人画の錦絵を残している。草双紙の挿絵に最も力を注ぎ、力作が多かった。主な作品として、文化5年（1808年）刊行の噺本『恵方土産』（感和亭鬼武作）一冊、文化7年（1810年）刊行の合巻『昔語兵庫之築嶋』（式亭三馬作）六巻、文化12年（1815年）刊行の合巻『草履打所縁色揚』（山東京伝作）六巻1冊、文政6年（1823年）刊行の合巻『二重染曾我雁金』（古今亭三鳥作）六巻、文政10年（1827年）刊行の合巻『恋角力赤縄取組』（こいずもうえにしのとりくみ : 墨川亭雪麿作）一冊、文政11年（1828年）刊行の合巻『東来希代関取』（あずまくだりきたいのせきとり : 山東京山作）四巻などがあげられる。文政10年（1827年）正月、自ら二代目北尾重政を襲名し、花藍、花蘭斎、一遊斎と号す。文化7年正月版行の『昔語兵庫之築嶋』に「北川姓改十八歳小川美丸画」とあるのをもって、その生年を推算できる。

## 作品
- 「両国橋花火見物之図」　大錦3枚続
- 「桜下野馬之図」　美丸画の落款　大錦
- 『身振いろは芸』2冊 東西庵南北作 文政12年（1829年） 蓬左文庫所蔵